# Freja (transportfirma)
 For alternative betydninger, se Freja (flertydig). (Se også artikler, som begynder med Freja)
FREJA Transport & Logistics A/S blev grundlagt den 1. april 1985 og er en af nordens største privatejede transport og logistik virksomheder. Hovedkontoret ligger i Skive og virksomheden har afdelinger i Danmark, Sverige, Norge, Finland, Polen og Kina. FREJA tilbyder transport-, logistik- og lagerløsninger.
Virksomheden beskæftiger ca. 750 medarbejdere (2018) og har en årlig omsætning på ca. 430 mio. EUR (2018).